# Mogenpört (ö)

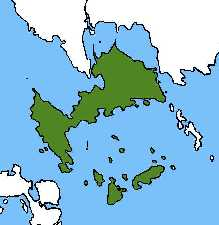
Mogenpört med därtill hörande mindre holmar

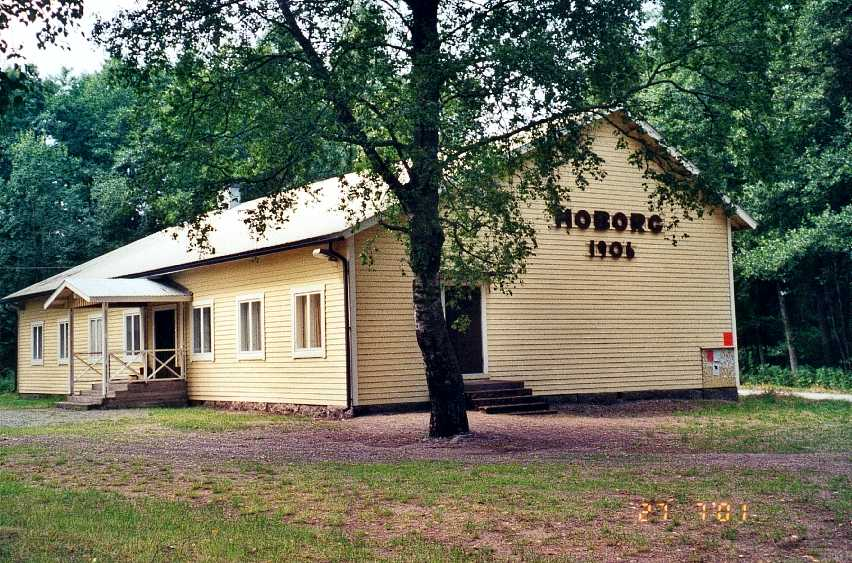
Skärgårdens Vänner i Pyttis rf:s föreningshus Moborg i Hinkaböle

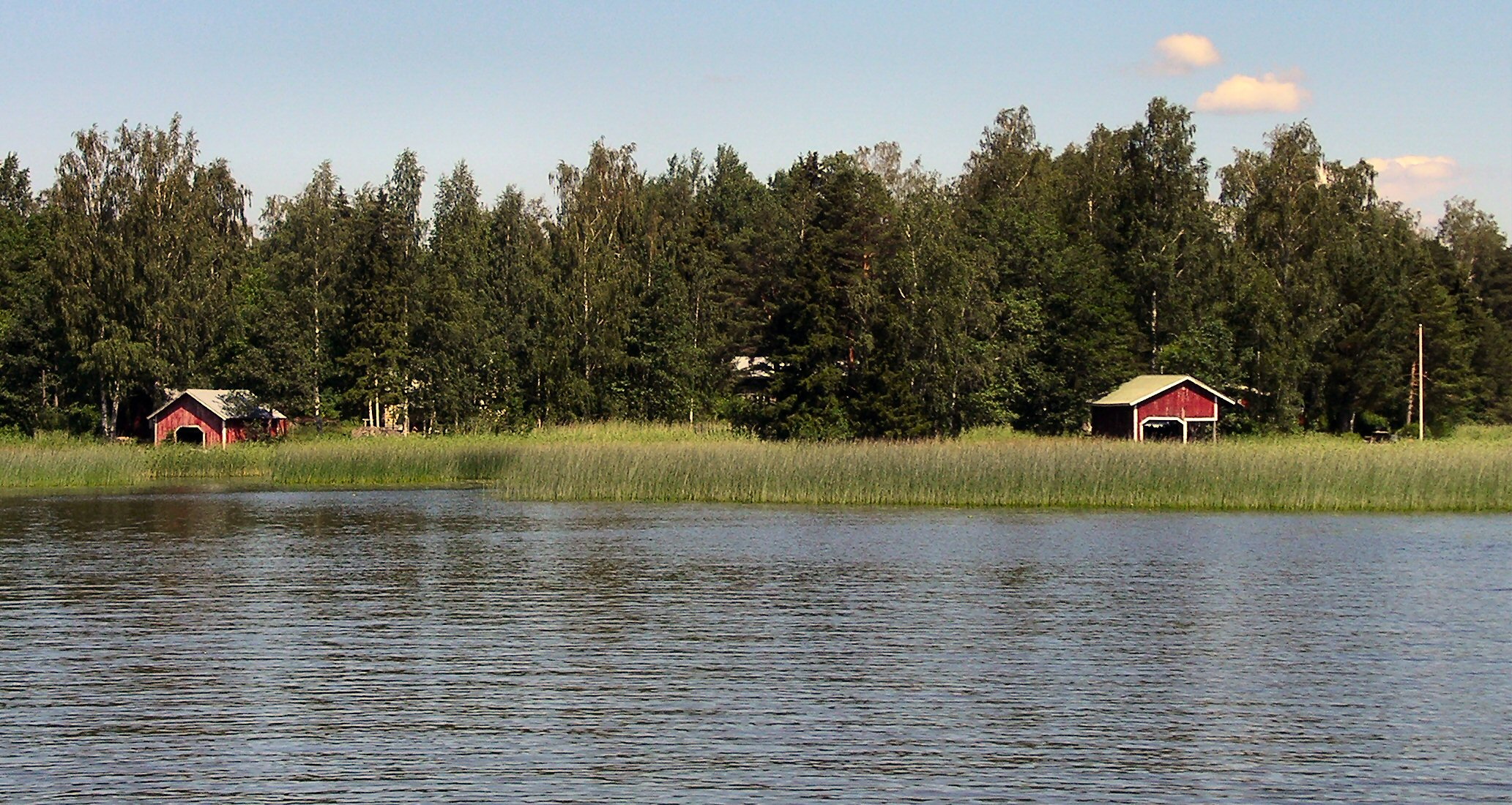
Kyrksundet

Mogenpört, ö i Finska viken i Pyttis kommun i landskapet Kymmenedalen, fi. Munapirtti.
Ön, som är cirka 8,5 kilometer lång, skiljs från Pyttisön av Kyrksundet, Tysfjärden, Sandnäsfjärden, Svartbäckfjärden och Spjutsundet.
En färjeförbindelse över Spjutsundet till Svartbäck upprätthölls åren 1960-1969. Sedan dess finns en broförbindelse över sundet.
På ön finns följande byar:
- Mogenpört
- Malm (tidigare ett enstaka hemman)
- Hinkaböle (tidigare ett enstaka hemman)
- Tuskas (som egentligen är hemmanet Nr 1 i Mogenpört (by)

## Föreningar
- Skärgårdens Vänner i Pyttis rf, grundad 1906 [1]
- Mogenpört ös byaförening rf, grundad 1987 [2]
- Mogenpört jaktförening rf, grundad 1937
- Mogenpört Marthaförening rf

På ön fanns åren 1906-1970 en svenskspråkig folkskola.
Mogenpörtborna upprätthöll:
- under åren 1929-1958 Mogenpört Handelslag m.b.t. Affären låg i Mogenpört by och det fanns en filial i Tuskas.
- under åren 1928–1944 ett eget telefonnät – Mogenpört telefonandelslag m.b.t. Verksamheten övertogs 1944 av Post- och telegrafverket.

En begravningsplats finns i Mogenpörts by.